# 屈耶爾維

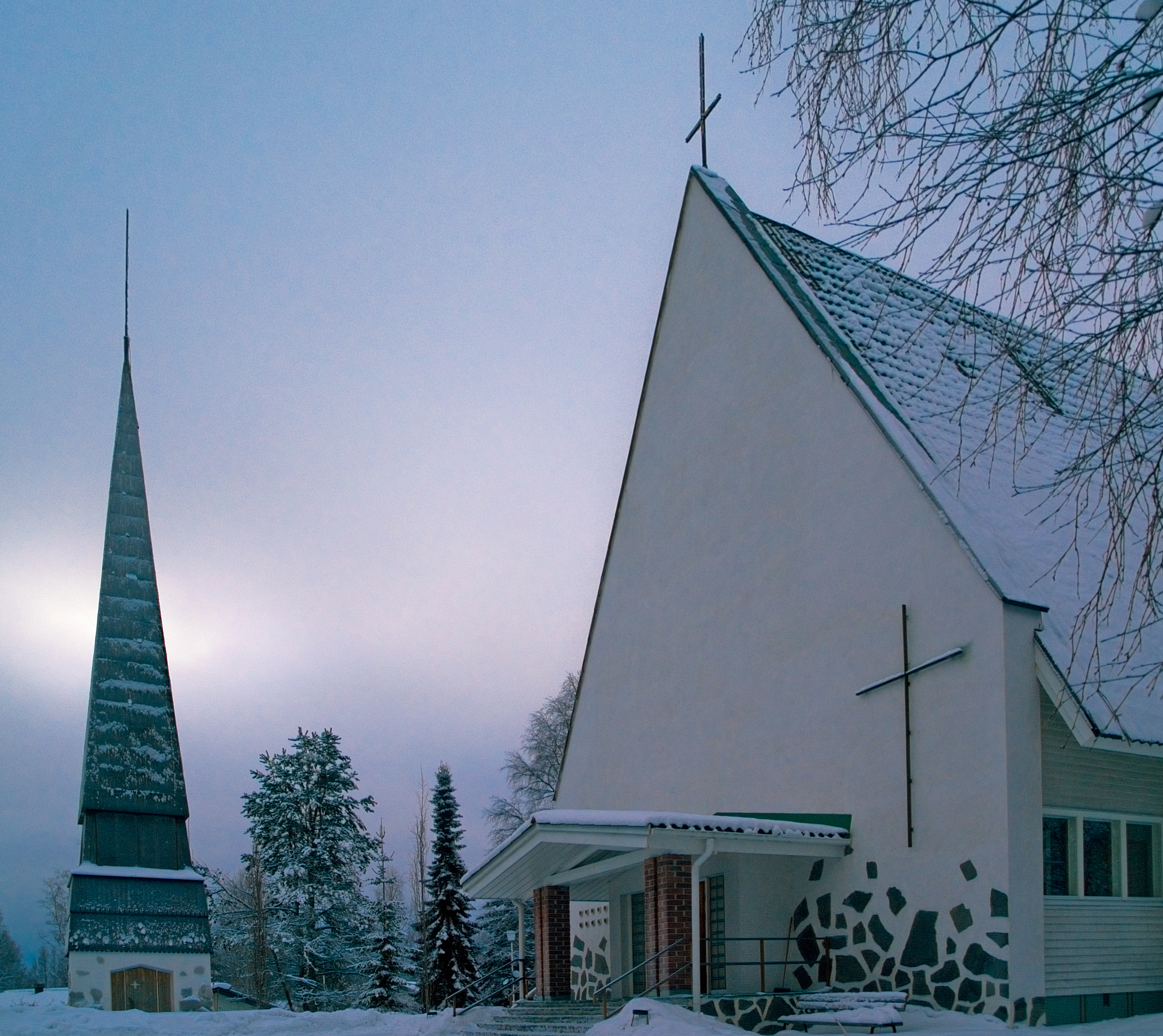

屈耶爾維是芬蘭的城鎮，位於該國中部，由中芬蘭區負責管轄，始建於1929年，面積469.62平方公里，最高點海拔高度231米，2013年人口1,475，人口密度為每平方公里3.29人。

## 外部連結
- Municipality of Kyyjärvi （页面存档备份，存于） – Official website （文）
- Nopola News, Web Newspaper of Kyyjärvi （页面存档备份，存于）